# UPFTV
A UPFTV foi uma emissora de televisão brasileira sediada em Passo Fundo, no estado do Rio Grande do Sul. Operava no canal 4 VHF analógico e 514 da NET. Passou a transmitir em sinal aberto a partir de 11 de agosto de 2005 e encerrou suas operações em agosto de 2022, mantendo-se no ar por 17 anos. O canal educativo pertencia à Fundação Universidade de Passo Fundo, mantenedora da Universidade de Passo Fundo (UPF). Foi afiliada ao Canal Futura durante 15 anos. Em 1º de setembro de 2020, tornou-se afiliada à TV Cultura.